# 댄 플로렉
댄 플로렉(Dann Florek, 1950년 5월 1일 ~ )은 미국의 배우이다.

## 출연 작품
- 캡틴 블랙아웃 (2013)
- Law & Order : 성범죄전담반 15 (2013)
- Law & Order : 성범죄전담반 14 (2012)
- 산토리니 블루 (2010)
- 카피 댓 (2006)
- 포커스 룸 (2003)
- 뷰티풀 죠 (2000)
- Law & Order : 성범죄전담반 1 (1999)
- 펜타곤 워 (1998)
- 하드 레인 (1998)
- 스마트 가이 (1997)
- 버터크리크의 악몽 (1997)
- 아빠와 한판승 (1994)
- 고인돌 가족 (1994)
- 최후의 출격 (1991)
- 법과 질서 (1990)
- 할리우드 차차차 (1988)
- 독재자 파라돌 (1988)
- 엔젤 하트 (1987)
- LA 로 (1986)
- 달콤한 자유 (1986)
- 에디 마콘 (1983)
- 회상 속의 연인 (1982)